# Le Blanc et le Noir (pièce de théâtre)
Le Blanc et le Noir est une pièce de théâtre de Sacha Guitry, une comédie en quatre actes représentée pour la première fois sur la scène du Théâtre des Variétés le 9 novembre 1922.